# Polycirrus swakopianus
Polycirrus swakopianus är en ringmaskart som beskrevs av Augener 1918. Polycirrus swakopianus ingår i släktet Polycirrus och familjen Terebellidae. Inga underarter finns listade i Catalogue of Life.